# Ваздухопловна академија Београд
Ваздухопловна академија је београдска средња школа основана 1924. године у београдском насељу Дорћол. Сматра се једном од школа са најдужом традицијом на територији града Београда. 

## Историја
Средња техничка школа настала је из иницијативе коју је, 1894. године, покренуло Српско инжењерско друштво, али су историјске околности Балканских и Првог светског рата одлагале њено оснивање. Закон о Средњој техничкој школи у Београду донет је 30. марта 1922. године, а обнародован у Службеним новинама Краљевине Срба, Хрвата и Словенаца бр. 105, 15. маја исте године. Израда плана и предрачуна за изградњу Средње техничке школе поверена је архитекти Јосифу Букавцу. Школа је саграђена на на углу Душанове улице и Кнез Михаиловог венца, уместо на првобитно планираном плацу старе Палилулске касарне, а радови су трајали две године. У исто време, бележе се почеци цивилног ваздухопловства на овим просторима. У Новом Саду, 20. новембра 1923. оснива се „Икарус” – прва српска индустрија аероплана, а у Београду 21. априла 1924. Прва српска фабрика аероплана „Рогожарски”. На импровизовани београдски аеродром код Панчева слетели су 25. марта 1923. године први авиони међународног друштва „Франко-Румен”, а редован превоз поштанских пошиљки отпочео је 16. априла исте године. Испод Бежанијске косе 25 марта 1927. године, свечано је отворен нови београдски аеродром. Државна средња техничка школа у Београду, званично почиње са радом 22. септембра 1924. године. 
У периоду до Другог светског рата из школе је поникао читав низ конструктора који су оставили неизбрисив печат на развој српског ваздухопловства тог времена. У школи је 10. новембра 1934. године, основан Једриличарски клуб, као посебан месни одбор Краљевског Аеро – клуба „Наша крила”. Касније је основана и Једриличарска група „Икар”. Ове организације сарађивале су са аеродромима у Земуну, Новом Саду и Борову. Са развојем школе, расло је и интересовање за њене стручне кадрове, па историја бележи и прву сарадњу са Министарством војске и морнарице кроз школовање кадрова за потребе војске Краљевине Југославије. Министар Војске и Морнарице Краљевине Југославије Драгомир Ж. Стојановић 14 јула 1930. године донео је решење да се те године упише у Средњу техничку школу 20 подофицира ради добијања за војне потребе стручног људства. Човек који је у потпуности обележио предратни период развоја Државне средње техничке школе је њен оснивач и први директор Јосиф Букавац. Шест ученика школе борило се у Интернационалним бригадама у Шпанском грађанском рату, а ђаци и професори школе показали су храброст и спремност да се боре против фашизма који је претио да прогута слободну Европу. Казнена војна операција под именом „Страшни суд” почела је над уснулим Београдом заглушујућом грмљавином немачке авијације у недељно јутро 6. априла 1941. године. Нацистичке бомбе тешко су оштетиле дворишну зграду школе, а главну зграду запоселе су јединице Вермахта. По наређењу окупаторских власти школа је морала да настави рад. Од 22. марта 1942. године школа је принудно исељена у зграду Трговачке академије у Цетињској улици, затим у Основну школу „Војислав Илић” и на крају 1944. године у Основну школу „Војвода Путник” код Градске болнице. Након ослобођења школа се враћа у своју матичну зграду. Током Другог светског рата за идеал слободе животе је жртвовало више од две стотине ученика и професора Државне средње техничке школе, а њих девет проглашено је народним херојима. У послератном периоду школа је била сведок друштвених промена усклађујући своја занимања и области рада са развојем земље и потребама друштва. Ваздухопловни одсек оформљен је по захтеву Генералне дирекције ваздухопловне индустрије. Први ученици уписани су 1947. године, а настава је била трогодишња.
Имајући све ово у виду Ваздухопловна академија 2004. године покреће пројекат креирања нових, огледних образовних профила у два паралелна процеса. Један се односио на креирање наставних планова и програма, што је подразумевало усклађивање компликоване европске и националне регулативе по питању школовања ваздухопловног особља са законском регулативом образовног система Републике Србије. Други процес односио се на стицање неопходних сертификата да би Ваздухопловна академија била препозната и призната као образовна институција која испуњава све стандарде европских и националних ваздухопловних власти.
Као резултат, Ваздухопловној академији одобрено је увођење пет нових образовних профила из области ваздушног саобраћаја одлуком министра просвете о упису ученика у средње школе за школску 2007/2008. годину. Директорат цивилног ваздухопловства Републике Србије септембра 2007. године овластио је школу као центар за обуку особља које обавља прихват и отпрему ваздухоплова, путника и ствари, а октобра исте године као ПАРТ-147 организацију за извођење обуке ваздухопловног овлашћеног нелетачког особља. Школа је овлашћење да буде центар за обуку пилота добила од Директората цивилног ваздухопловства Републике Србије у септембру 2010. године. Уследиле су сертификације и од националних ваздухопловних власти Федерације Босне и Херцеговине и Републике Црне Горе. Кадрови за потребе Ратног ваздухопловства и противваздухопловне одбране Војске Србије школују се у школи поново од 23. марта 2010. године. Одлуку о томе је донео Министар одбране Републике Србије. У историји школе „раме уз раме” по важности стоје датум оснивања – 22. септембром 1924. и 21. децембар 2011. када је Ваздухопловна академија постала овлашћени центар Европске агенције за безбедност ваздушног саобраћаја. Током деценија у згради коју је пројектовао архитекта и први директор школе Јосиф Букавац смењивали су се наставници и ђаци, али и наставни програми, образовни профили и називи саме школе. Ваздухопловна академија данас, у истој згради, настоји да пружи највећи допринос изградњи модерног и ефикасног образовног система у Републици Србији, школујући будућност српског цивилног и војног ваздухопловства.
Дана 21. маја 2021. године, одлуком Владе Републике Србије Ваздухопловна академија Београд преузела је Ваздухопловни центар Вршац.

## Име школе
У септембру 2007. године дошло је до промене имена школе из Техничка школа „Петар Драпшин” у Ваздухопловна академија.
Списак имена школе кроз историју:
- Државна Средња Техничка Школа у Београду (1924—1947)
- Индустријска средња техничка школа (1947—1948)
- Индустријска средња техничка школа „Петар Драпшин“ (1957—1975)
- Средња машинска техничка школа „Петар Драпшин“ (1975—1978)
- Образовни центар „Петар Драпшин“ (1978—1988)
- Техничка школа „Петар Драпшин“ (1988—2005)
- Ваздухопловно - техничка школа (2005—2007)
- Ваздухопловна академија (од 2007. године)

## Европски потенцијал
Почев од 2007. године, Ваздухопловна академија је постала једина акредитована установа за школовање ваздухопловног особља у Југоисточној Европи. Сви ученици који по завршетку свог четворогодишњег образовања при академији буду испуњавали ригорозне услове одређене од стране европских институција, имаће могућност да добију сертификат о компетентности валидан у свим земљама Европске уније и Блиског истока.

## Смерови образовања

### Цивилни смерови
Тренутно у школи постоји шест сертификованих стручних смерова:
- Авио-техничар
- Авиомехатроничар
- Техничар ваздушног саобраћаја
- Техничар ваздушног саобраћаја за спасавање
- Техничар ваздушног саобраћаја за безбедност
- Техничар за безбедност информационо-комуникационих система у ваздушном саобраћају

### Војни смерови
Тренутно у школи постоје пет сертификованих војних смерова:
- Авио-техничар за ваздухоплов и мотор
- Авио-техничар за електро опрему ваздухоплова
- Авио-техничар за електронску опрему ваздухоплова
- Мехатроничар за радарске системе
- Мехатроничар за ракетне системе

## Ученици
Поред стандардног образовања, ученици академије могу учествовати у раду Школског парламента школе, „Буди мушко” пројекта, макетарске секције, клуба мачевалаца и другим активностима.